# Чорум (провінція)
Чору́м (тур. Çorum) — провінція в Туреччині, розташована в Чорноморському регіоні. Столиця — Чорум.
| Туреччина | Це незавершена стаття з географії Туреччини. Ви можете допомогти проєкту, виправивши або дописавши її. |